# 動物園にて
「動物園にて」（原題：At the Zoo、旧邦題：「夢の動物園」）は、サイモン&ガーファンクルが1967年に発表した楽曲。

## 概要
マイク・ニコルズ監督の『卒業』（1967年12月21日公開）のためにポール・サイモンが書き上げた作品であるが、映画のサウンドトラックには選ばれずに終わった。なお『卒業』にはダスティン・ホフマンとキャサリン・ロスがサンフランシスコ動物園を歩くシーンがある。
1967年2月27日、シングル曲として発表された。B面は「59番街橋の歌 (フィーリン・グルーヴィー)」。
同年4月22日から4月29日にかけて2週連続でビルボード・Hot 100の16位を記録し、翌1968年4月3日発売のアルバム『ブックエンド』に収録された。
「ある人が言っていた／動物園ではあるゆることが起こるのだと／僕はそれを信じるよ／本当のことだと信じるよ」という歌い出しのあと、セントラル・パーク動物園に住む様々な動物たちが登場する。
演奏はほぼ同じであるものの歌詞が全く異なるデモ・バージョンが存在する。このデモは海賊版などで聴くことができる。

## 絵本
1991年8月1日、サイモンは本作品をもとにした絵本『ポール・サイモンのどうぶつえん』（原題： At the Zoo）を出版した。絵はヴァレリー・ミショー。子供向けの本であるためサイモンは「飼育係はラム酒が大好き」「ハムスターたちは事あるごとに興奮する（turn on）」などの表現を穏当なものに改めている。
日本語訳は柴門ふみの翻訳により小学館から出版された。